# Famemaker

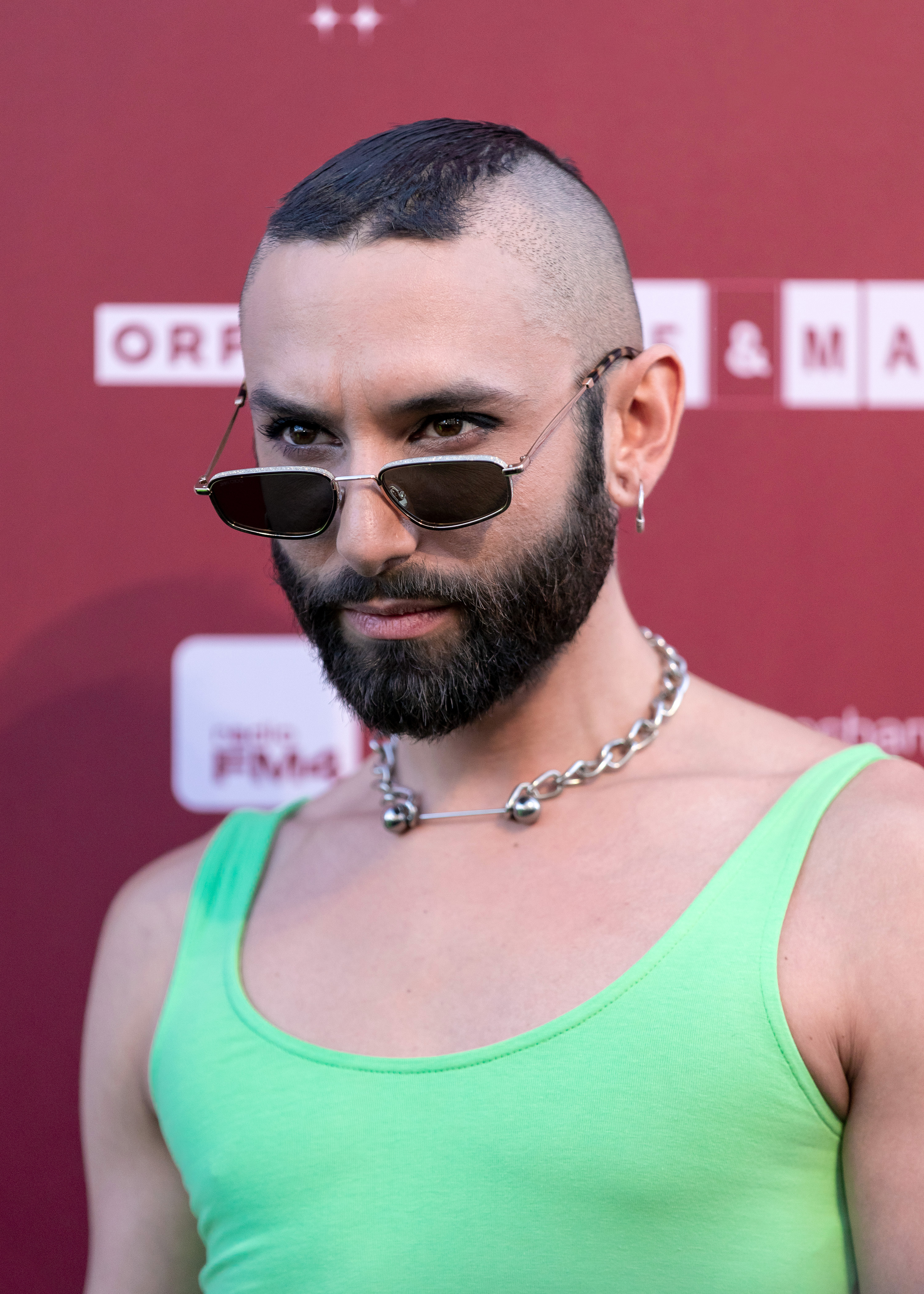
Moderator Thomas Neuwirth

Famemaker (Eigenschreibweise FameMaker) ist eine deutsche Musiksendung auf ProSieben. Sie wurde im August 2020 von Raab TV in Zusammenarbeit mit Brainpool produziert und im Herbst 2020 ausgestrahlt.

## Konzept
Moderiert wurde die Sendung von Thomas Neuwirth, während Viviane Geppert als Backstage-Reporterin fungierte. Die Kandidaten, welche durch ein Casting ausgewählt wurden, traten unter einer schalldichten Glaskuppel auf. Die Juroren Carolin Kebekus, Luke Mockridge und Tedros Teclebrhan entschieden anhand der Performance, ob sie einen Hebel betätigen, mit dem die Glaskuppel angehoben wurde, sodass dann die Stimme zu hören war. Für das Finale ließ die Jury jeweils einen für den Kandidaten ausgewählten Song produzieren, mit dem er auch auftrat. Schließlich entschieden die Zuschauer, welcher der angetretenen Kandidaten der Sieger wurde.

## Finalisten
| Nr. | Kandidat                  | Lied                                                                                                | Ergebnis | Team             |
| --- | ------------------------- | --------------------------------------------------------------------------------------------------- | -------- | ---------------- |
| 01  | Chris Fandrey             | Darf’s ’n bisschen mehr sein?                                                                       |          | Luke Mockridge   |
| 02  | Blackbird                 | If I Ain’t Got You von Alicia Keys / I Wanna Dance with Somebody (Who Loves Me) von Whitney Houston |          | Teddy Teclebrhan |
| 03  | Karolin „Cage“ Gärtner    | Weapon                                                                                              | 2. Platz | Carolin Kebekus  |
| 04  | Gerhard „Gerry“ Grimme    | Und es war Sommer von Peter Maffay                                                                  |          | Teddy Teclebrhan |
| 05  | Carla Ahad                | Never Let You Go                                                                                    |          | Carolin Kebekus  |
| 06  | Valerie Edzave            | Du liebst mich nicht von Sabrina Setlur                                                             |          | Teddy Teclebrhan |
| 07  | Sebastian „Basti“ Schmidt | Starlight                                                                                           | Sieger   | Luke Mockridge   |
| 08  | Lamin Saidy               | Mr. Original                                                                                        |          | Carolin Kebekus  |
| 09  | Michelle Hentrich         | Ich bin wie ich bin                                                                                 |          | Luke Mockridge   |
| 10  | Moritz Kochs              | Hero                                                                                                |          | Carolin Kebekus  |
| 11  | Nico „Uff“ Garms          | Trophy Wife                                                                                         |          | Teddy Teclebrhan |
| 12  | Giuseppe Comu             | Bella come sei                                                                                      | 3. Platz | Luke Mockridge   |

## Ausstrahlung
Die vorab aufgezeichneten Vorentscheidungen wurden seit dem 17. September 2020 jeweils donnerstags und samstags auf ProSieben ausgestrahlt. Das Finale am 1. Oktober 2020 wurde live aus den Brainpool-Studios in Köln-Mülheim gesendet.

### Einschaltquoten
| Folge | Datum         | Zuschauer | Zuschauer       | Marktanteil | Marktanteil     | Quelle |
| Folge | Datum         | Gesamt    | 14 bis 49 Jahre | Gesamt      | 14 bis 49 Jahre | Quelle |
| ----- | ------------- | --------- | --------------- | ----------- | --------------- | ------ |
| 1     | 17. Sep. 2020 | 1,30 Mio. | 0,86 Mio.       | 05,2 %      | 12,2 %          | [ 5 ]  |
| 2     | 19. Sep. 2020 | 0,92 Mio  | 0,60 Mio.       | 03,8 %      | 09,4 %          | [ 6 ]  |
| 3     | 24. Sep. 2020 | 1,05 Mio. | 0,74 Mio.       | 04,0 %      | 10,1 %          | [ 7 ]  |
| 4     | 26. Sep. 2020 | 0,78 Mio. | 0,57 Mio.       | 02,8 %      | 08,0 %          | [ 8 ]  |
| 5     | 1. Okt. 2020  | 0,94 Mio. | 0,67 Mio.       | 03,8 %      | 10,0 %          | [ 9 ]  |

## Trivia
- Ein zu FameMaker vergleichbares Konzept kam bereits mehrmals zum Einsatz. In der Sendung Die beste Show der Welt präsentierte Klaas Heufer-Umlauf die Show The Noise of Germany, in der die Juroren den Auftritt ebenfalls nicht hörten. Die Rubrik The Voice – nur andersrum in der Pierre M. Krause Show ähnelt FameMaker ebenso.[10]
- Kurz nach der Ankündigung der Show teilte RTL mit, künftig die deutsche Adaption des Südkoreanischen Formats I Can See Your Voice auszustrahlen.[11] Das Konzept der Show unterscheidet sich jedoch von FameMaker.[12]
- Bei der Aufzeichnung der ersten Ausgabe kam es zu technischen Schwierigkeiten, sodass sie abgebrochen werden musste.[13]
- Karolin Gärtner trat fünf Jahre später beim ebenfalls von Stefan Raab verantworteten nationalen Vorentscheid zum Eurovision Song Contest 2025 an, schied jedoch im Halbfinale aus.[14]